# Поросль (посёлок)
Поросль (бел. Порасля) — посёлок в Кривском сельсовете Буда-Кошелёвского района Гомельской области Белоруссии.

## География

### Расположение
В 18 км на юго-запад от районного центра и железнодорожной станции Буда-Кошелёвская (на линии Жлобин — Гомель), 28 км от Гомеля.

## Транспортная сеть
Рядом автодорога Жлобин — Гомель. Планировка состоит из прямолинейной улицы, ориентированной с юго-востока на северо-запад и застроенной двусторонне деревянными домами усадебного типа.

## История
Основан в начале XX века переселенцами с соседних деревень. В 1926 году в Кривском сельсовете Уваровичского района Гомельского округа. Рядом одноименный хутор. В 1929 году жители посёлка вступили в колхоз. В 1959 году в составе колхоза имени В. И. Чапаева (центр — деревня Кривск).
В 1969 году в посёлок переселились жители посёлка Угловой.

## Население

### Численность
- 2004 год — 25 хозяйств, 33 жителя.

### Динамика
- 1925 год — 18 дворов, 103 жителя; на хуторе — 1 двор, 3 жителя.
- 1959 год — 135 жителей (согласно переписи).
- 2004 год — 25 хозяйств, 33 жителя.